# كوزيت حداد
كوزيت حداد ممثلة ومؤدية صوت سورية من مواليد محافظة درعا، وصاحبة أكثر من شارك صوتياً بالدراما التركية.[بحاجة لمصدر]

## حياتها
تخرجت كممثلة من المعهد العالي للفنون المسرحية بدمشق قسم التمثيل. شاركت في عدد من المسرحيات قبل أن تحقق نجاحا مقبولا في الدوبلاج حيث لعبت أدوار البطولة في مسلسلات لقيت نجاحا جماهيريا مثل المسلسلين التركيين (هانزاده) و (أحلام بريئة) والمسلسل الهندي Pavitra Rishta الذي بث مدبلجا إلى العربية بعنوان (رباط الحب). بدأت مؤخرا بالدخول إلى عالم التلفزيون والدراما السورية حيث شاركت في عدد من الأعمال، كما أدت أدوارًا صوتية في قناة سبيستون للأطفال.

## أعمالها

### في المسرح
- مسرحية «النفق» إخراج فايز قزق
- مسرحية «مانيكان» إخراج المخرج التركي محمد نورالله كونكر
- مسرحية «أندروماك» إخراج المخرج الفرنسي جان كريستوف سايس Jean-Christophe Saïs [الفرنسية]
- مسرحية «أوضة سورية» إخراج علا الخطيب

### في الدوبلاج
- المسلسل التركي دقات قلب
- المسلسل التركي جواهر
- المسلسل التركي رماد الحب [1]
- المسلسل التركي أحلام بريئة [2]
- المسلسل التركي إيزيل [3]
- المسلسل الهندي رباط الحب
- المسلسل التركي مدرسة المشاكسين [4]
- العصر الجليدي: الذوبان - إيلي
- أبطال الكرة الجزء الثالث : نرجس - منصور - وردة

### في التلفزيون
- مسلسل ممرات ضيقة إخراج سيف الشيخ نجيب
- مسلسل أسأل روحك إخراج نجدة إسماعيل أنزور
- مسلسل صرخة روح إخراج زهير قنوع
- مسلسل في ظروف غامضة إخراج المثنى صبح
- مسلسل دنيا 2015 إخراج زهير قنوع